# Lutherstadt Wittenberg
Lutherstadt Wittenberg (zkráceně jen Wittenberg) je město v německé spolkové zemi Sasko-Anhaltsko, ležící na pravém břehu Labe, cca 100 km jihozápadně od Berlína. Dnes zde žije přes 47 tisíc obyvatel.

## Historie
Od roku 1502 je univerzitním městem, sídlem dnešní Univerzity Martina Luthera. Wittenberg se stal po příchodu Martina Luthera v roce 1508 a uveřejněním jeho 95 tezí v roce 1517 kolébkou reformace a evangelické teologie.
Působily zde další významné osobnosti spojené s reformací, mj. Philipp Melanchthon a malíř Lucas Cranach. Na zdejší univerzitě přednášel Georg Joachim Rhaeticus, žák Mikuláše Koperníka, a studovali zde i čeští učenci, např. Jan Blahoslav, Jiří Třanovský či Ján Jesenský. V zámeckém kostele, ve kterém kázal, je pochován Martin Luther i jeho poradce Philipp Melanchthon.
Wittenberg je zmiňován v Shakespearově hře Hamlet jako místo, kde princ studoval se svými přáteli Rosenkranzem a Guildensternem.
V roce 1938 byl oficiální název města doplněn přídomkem „Lutherstadt“.
Od roku 1996 je několik budov ve městě zapsáno na Seznamu světového kulturního dědictví UNESCO pod názvem Lutherovy památníky v Eislebenu a Wittenbergu.

## Zajímavosti
Ve Wittenbergu byl 19. srpna 2002 během povodní chycen lachtan Gaston z pražské zoologické zahrady, kterého voda odnesla přes 300 kilometrů. Lachtan následně vyčerpáním zemřel a stal se jedním ze symbolů povodní 2002.

## Partnerská města
- Göttingen, Německo, od roku 1988
- Bretten, Německo, 1990
- Springfield, USA, 1995
- Békéscsaba, Maďarsko, 1999

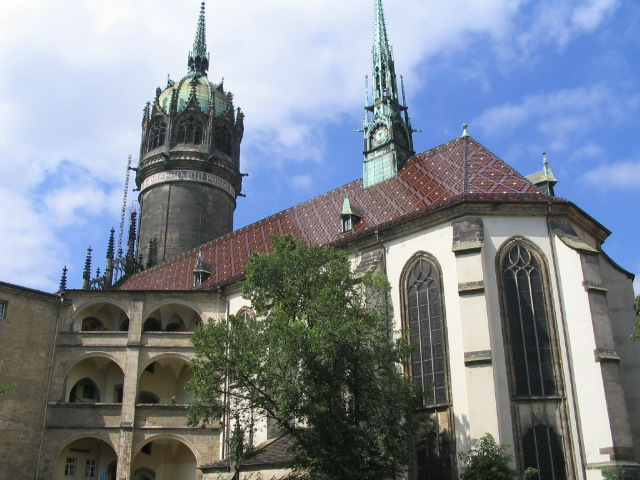
Zámecký kostel, na jehož dveře vyvěsil Martin Luther svých 95 tezí

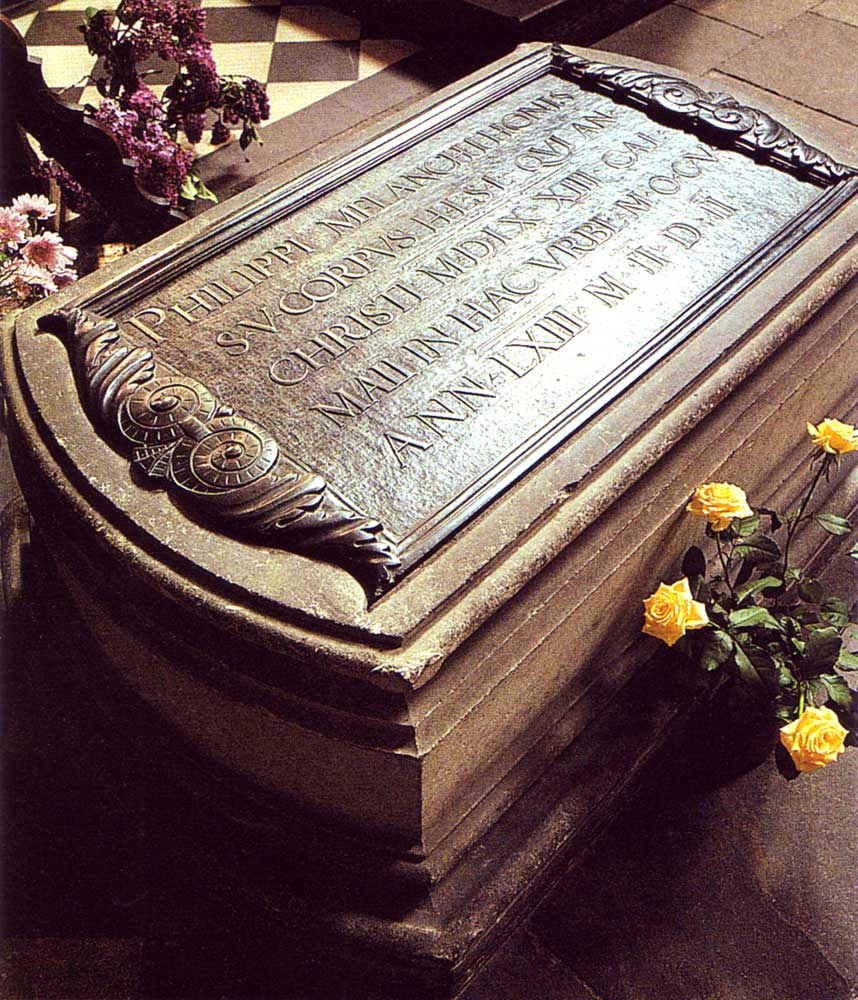
Melanchthonův hrob v zámeckém kostele v Lutherstadtu Wittenbergu

- Haderslev, Dánsko, 2004